# Charles Dominique Albini
Charles Dominique Albini, né le 26 novembre 1790 à Menton et mort le 20 mai 1839 à Vico, est un missionnaire oblat de Marie-Immaculée français reconnu vénérable par l'Église catholique. Il est surnommé l'apôtre de la Corse.

## Biographie
Charles Dominique Albini naît le 26 novembre 1790 à Menton, dans le comté de Nice. Dès son plus jeune âge, il fréquente l'église de saint Michel. Il étudie chez les clercs réguliers des écoles pies où il se montre assidu. Après avoir terminé ses études, il entre au grand séminaire de Nice, situé dans l'ancien couvent des récollets de Cimiez.
Il est ordonné le samedi 17 décembre 1814 par Jean-Baptiste Colonna d'Istria, évêque de Nice et exerce son ministère dans sa ville natale. Le recteur du séminaire de Nice demande en 1822 à l'évêque de le nommer directeur spirituel et professeur de théologie morale. Alors qu'il est dans une période de discernement, il rencontre Eugène de Mazenod, fondateur des oblats, qui prêche les exercices spirituels à l'intérieur de l'abbaye Saint-Pons. Attiré par leur style de prédication et leur mode de vie, Albini demande et obtient l'autorisation de son évêque de se joindre à eux.
Il commence son noviciat le 17 juillet 1824 à Aix-en-Provenceet fait sa profession religieuse à la Toussaint de la même année. Pour faire reconnaître l'institut par Rome, il traduit les constitutions religieuses des oblats en latin. Il s'occupe aussi des Italiens de Marseille beaucoup d'entre eux se sont installés dans la cité phocéenne à la recherche d'un travail. Il passe de nombreuses heures dans le confessionnal, dirige de nombreux exercices spirituels dans des communautés religieuses mais sa passion reste les missions.
En 1827, il est envoyé au grand séminaire de Marseille pour y enseigner la théologie.
En 1833, Mgr Casanelli, évêque d'Ajaccio, demande aux oblats d'ouvrir un séminaire. En effet, sans ce lieu de formation de prêtres, les séminaristes ne reçoivent pas de formation adéquate et le manque d'instruction religieuse provoque l'affaiblissement de la foi ; et la vendetta est une véritable institution qui cause des ravages. Le fondateur choisit le Père Guibert, futur cardinal et archevêque de Paris, comme supérieur de la communauté. Le père Albini rejoint la communauté en 1835. La même année, l'évêque demande à Mazenod de créer une résidence pour missionnaires dans l'ancien couvent franciscain de Vico dont le Père Albini est nommé supérieur. Les oblats prêchent bientôt de nombreuses missions à travers la Corse. Fatigué par son œuvre apostolique, Albini tombe malade le 6 novembre 1838 et décède le 20 mai 1839.

## Culte
Après l'exposition de son corps dans l'église du couvent, la population lui fait toucher divers objets ou essaie d'obtenir des reliques. Le 14 avril 1915, le pape Benoît XV signe le décret d'introduction de la cause. Le procès diocésain se déroule de 1933 à 1934 dans les diocèses d’Ajaccio, de Nice et de Marseille. Le 26 juin 1933, on procède à la reconnaissance des restes qui sont placés dans une caisse de plomb et déposés dans le mur de l'église de Vico. 
Le Père Albini est reconnu vénérable le 4 juillet 1968 par Paul VI.